# Данијела Винш
Данијела Винш (Зеница, 1. март 1985) босанскохерцеговачка је манекенка и фотомодел. Изабрана је да као мис БиХ представља своју земљу на такмичењу Мис света за 2002. годину (освојила је 12. место и стога је сматрају најуспешнијом мис БиХ). Као млада је тренирала више спортова, укључујући латиноамеричке плесове. Била је чланица школског и градског хора. У јуну 2010. дипломирала је на одсеку за компаративну књижевност и библиотекарство на Филозофском факултету УНСА. Од 2016. координише маркетиншким онлајн пројектом за понуде услуга, fix.ba (који је при у). Три године је била члан Европске еколошке странке Е-5. Радила је 2013. као асистент продукције за групу Шадрван код. Има епизодне улоге у две ТВ серије. Ради као званичник за технички мониторинг при ОЕБС-у. Живи у Сарајеву.